# Villalán de Campos
Villalán de Campos ist ein nordspanisches Dorf und Hauptort einer Gemeinde (municipio) mit 32 Einwohnern (Stand: 2024) in der Provinz Valladolid in der Autonomen Gemeinschaft Kastilien-León. 

## Lage und Klima
Villalán de Campos liegt in der Region Tierra de Campos auf der kastilischen Hochebene in einer Höhe von ca. 755 m. Die Provinzhauptstadt Valladolid befindet sich mit ihrem Stadtzentrum etwa 72 Kilometer (Fahrtstrecke) südöstlich. 
Das Klima im Winter ist durchaus kalt, im Sommer dagegen warm bis heiß; die eher spärlichen Regenfälle (ca. 471 mm/Jahr) fallen überwiegend im Winterhalbjahr.

## Bevölkerungsentwicklung
| Jahr      | 1970 | 1981 | 1991 | 2001 | 2011 | 2021 |
| Einwohner | 94   | 61   | 60   | 57   | 49   | 35   |

## Sehenswürdigkeiten
- Cäcilienkirche (Iglesia de Santa Cecilia)

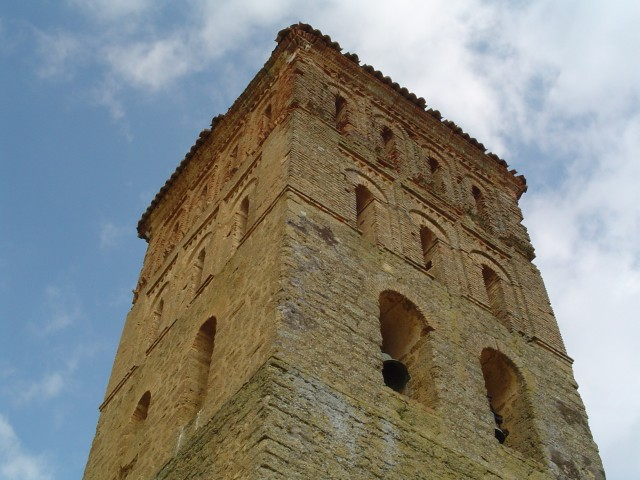
Turm der Cäcilienkirche